# Kunigami (jezik)
Kunigami jezik (ISO 639-3: xug), jetik japanske porodice rjukjuanskih jezika, kojim govori 5 000 ljudi (2004) na otocima Okinawa, Iheya, Izena, Ie-jima i Sesoko u japanu. Njime se služi uglavnom starija populacija, dok mlađi mnogo tečnije govore japanski [jpn]; mlađi od 20 godina govore samo japanski (Wurm and Hattori 1981).
Pripada južnoj podskupini amami-okinavskih jezika

## Vanjske poveznice
- Ethnologue (14th)
- Ethnologue (15th)